# La Fête (chanson)
Pour les articles homonymes, voir La Fête et Fête (homonymie).
Singles de Amir
5 minutes avec toi
(2019) Toi
(2020)
La Fête est une chanson du chanteur franco-israélien Amir. Elle est sortie le 10 juin 2020 en tant que premier single extrait de son quatrième album Ressources. La chanson est écrite par Amir Haddad et Nazim Khaled.

## Contexte
S'adressant au Parisien, Amir a déclaré qu'il avait écrit cette chanson bien avant les confinements du COVID-19, et a déclaré "Je veux qu'elle devienne la chanson où à chaque soirée entre amis, chez vous ou dans un bar ou en vacances, vous le mettra et c'est alors que tout le monde le perdra, jettera des serviettes en l'air, lèvera ses verres et dansera comme un fou". 

## Réception critique
Jonathan Vautrey de Wiwibloggs a déclaré : « Commençant par un riff de guitare électrique, la chanson utilise un mélange d'instruments de percussion. Bien qu'il ne s'agisse pas d'une sensation de fête complète comme le titre pourrait le suggérer, la mélodie est toujours relativement dansante. Lyriquement, Amir chante l'oubli de vos soucis et profite pleinement de la vie : "Tu es encore fatigué d'hier / Ce n'est rien / Nous y penserons demain … Nous sommes tous nés pour faire la fête / Comme si nous ne l'avions jamais fait avant".

## Clip musical
Un clip vidéo accompagnant la sortie de La fête a été diffusé pour la première fois sur YouTube le 17 juin 2020.

## Liste de titres
| 1. | La Fête | 3:12 |

| 1. | La Fête (Remix) | 2:51 |

## Crédits
Crédits adaptés depuis Tidal.
- Assaf Tzrouya - écriture, composition, production, chœurs, guitare, claviers, programmation, enregistrement
- Amir Haddad - écriture, composition, direction A&R, chorale, chant
- Nazim Khaled - compositeur, direction A&R, chœurs, producteur exécutif, écrivain
- Benjamin Marciano - direction A&R
- David Boukhobza - direction A&R, producteur exécutif
- Silvio Lisbonne - direction A&R, chorale, producteur exécutif
- Guy Dan - basse
- Itzik Kedem - chœurs, percussions
- 7 Jaws - chœurs
- Eddy Pradelles - chœurs
- Idan Bakshi - chœurs, guitare
- Lital Haddad - chœurs
- Matan Dror - chœurs, claviers, programmation
- Mor Uzan - chœurs, guitare, claviers, programmation
- Pierre-Laurent Faure – chœurs
- Rubens Hazon - chœurs
- Tiborg - mastering
- Jérémie Tuil - mixage
- Cynthia Chavan-Letsher - coordinatrice de production

## Classements
| Classement (2020)                       | Meilleure position |
| --------------------------------------- | ------------------ |
| Belgique (Flandre Ultratip 100)         | Tip                |
| Belgique (Wallonie Ultratop 50 Singles) | 9                  |
| Belgique (Wallonie Ultratop 50 Airplay) | 3                  |
| France (SNEP)                           | 149                |
| France (SNEP Radio)                     | 8                  |
| France (SNEP Ventes)                    | 22                 |
| Suisse (Charts Romandie)                | 17                 |

| Classements (2020)           | Position |
| ---------------------------- | -------- |
| Belgique (Wallonie Ultratop) | 51       |

## Historique de sortie
| Pays          | Date         | Format                    | Label                 | Réf.   |
| ------------- | ------------ | ------------------------- | --------------------- | ------ |
| France Divers | 10 juin 2020 | Téléchargement, streaming | - Parlophone - Warner | [ 12 ] |
| France Divers | 12 juin 2020 | Téléchargement, streaming | - Parlophone - Warner | [ 5 ]  |